# Буйон (герцогство)
Бульон или Буйон (фр. Duché de Bouillon) — на французской границе, в Арденнах, бывшая синьория, затем герцогство; ныне территория Бельгии площадью в 385 км². Главный город бывшего герцогства — Буйон.
Некогда замок Буйон принадлежал Готфриду Бульонскому, но в 1095 году герцог, желая добыть денег для крестового похода, заложил его епископу льежскому Отберту.
С 1415 года управление сеньорией Буйон сделалось наследственным в доме Ламарков, представители которого сначала признавали себя вассалами епископства, а потом стали управлять независимо. В 1483 году Роберт I де Ла Марк получил от епископа титул герцога, выкупив права на это у младшего брата — Гильома «Арденнского Вепря».
Карл V возвратил Буйон в 1521 году Льежскому епископству, и государственные права последнего были признаны мирными трактатами, заключёнными в Камбрэ (1529), Като-Камбрези (1559) и Вервене (1598). Но Ламарки удержали за собою некоторые владения, и продолжали носить титул герцогов Бульонских. В 1594 году их права перешли, при посредстве брака, к Генриху де Латур д’Овернь (отцу маршала Тюренна), а в 1641 году были проданы льежскому епископству.
В войну 1672 года Людовик XIV завоевал герцогство, и по Нимвегенскому мирному договору (1678) оно было признано за Готфридом Морисом де Латур д’Овернь. С тех пор герцогство, на правах автономного владения, состоящего под покровительством Франции, принадлежало дому Латуров, но в эпоху Революции, в 1793 году, при герцоге Годфруа Карле-Генрихе (умершем в 1802) оно было конфисковано.
По парижскому миру 1814 года герцогство было присоединено к великому герцогству Люксембургскому, перешедшему тогда во владение нидерландского короля; актом Венского конгресса 1815 года было постановлено, что нидерландский король, в качестве великого герцога Люксембургского, имеет верховные права на ту часть Бульонского герцогства, которая по Парижскому трактату отошла от Франции, но права собственности на неё, под верховной властью нидерландского короля, будут решением посреднического суда признаны за одним из претендентов на Бульонское наследство. Посреднический суд 1 июля 1816 года решил дело в пользу князя Шарля Алена де Рогана, герцога да Монбазона, — внука сестры последнего герцога Бульонского; но в 1821 году он продал свои права Нидерландам.
В революцию 1830 года Бульонское герцогство вместе с частью Люксембурга отпало от Нидерландов и было присоединено к Бельгии.